# Lindenplatz 1, 3, 5–16, 18, 20 (Flechtingen)

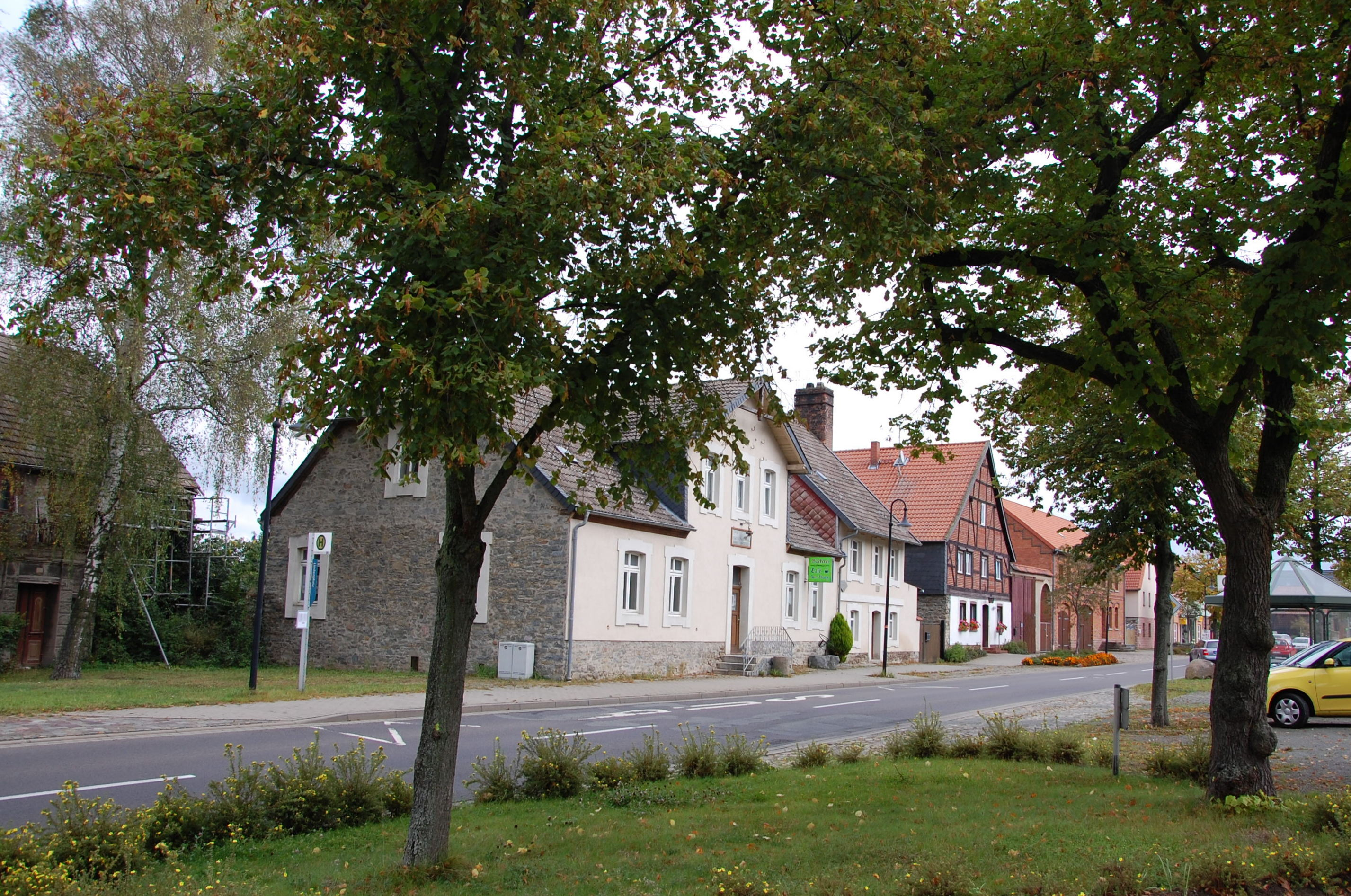
Lindenplatz

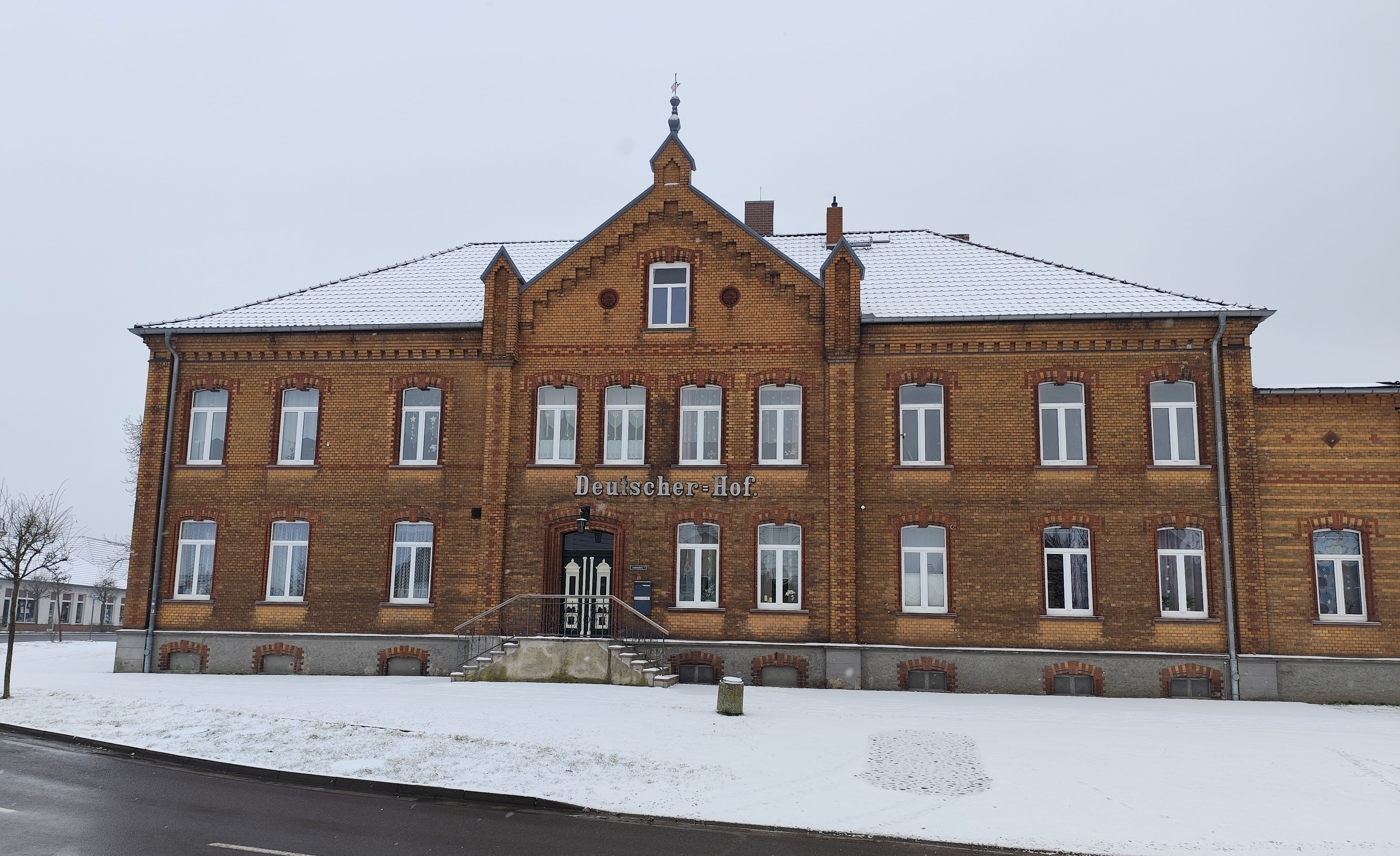
Gebäude Deutscher Hof

Lindenplatz 1, 3, 5–16, 18, 20 ist die im örtlichen Denkmalverzeichnis eingetragene Bezeichnung für einen denkmalgeschützten Platz in Flechtingen in Sachsen-Anhalt.

## Lage
Der Platz befindet sich im Ortszentrum Flechtingens. Südlich steht das Schloss Flechtingen.

## Architektur und Geschichte
Der Lindenplatz ist in mehrere Bereiche unterteilt und wird von öffentlichen Gebäuden sowie Wohn- und Wirtschaftsbauten gesäumt. Die Gebäude entstanden vom 18. bis ins frühe 20. Jahrhundert. Die Gestaltung ist, dem dörflichen Charakter entsprechend, unterschiedlich. Vorherrschend sind Backsteingebäude. Hervorstechend ist das mit einem Ziergiebel und einer reich dekorierten Traufe versehene Gaststättengebäude Deutscher Hof, das in der Vergangenheit als Schule genutzt worden war. Markant ist auch das im frühen 19. Jahrhundert in Fachwerkbauweise errichtete Haus Lindenplatz 16. Es ist weitgehend im originalen Zustand erhalten und verfügt noch über bauzeitliche Fenster. Es gilt als typisches Beispiel eines ländlichen Baus seiner Bauzeit.
Um den Platz sind darüber hinaus aus die Dorfkirche Flechtingen und das Rentamt gruppiert. Auf dem Platz befindet sich weiterhin ein Baumbestand, Grünflächen sowie ein Denkmal. Das Schloss Flechtingen an der Adresse Lindenplatz 7, gehört nach der Benennung des Denkmalensembles ebenfalls zum Denkmalbereich, ist darüber hinaus auch als Einzeldenkmal eingetragen. Auch das ehemalige Rentenamt an der Adresse Lindenplatz 11 sowie die Kirche werden als Einzeldenkmale geführt.